# Platymetopius exappendiculatus
Platymetopius exappendiculatus är en insektsart som beskrevs av Mitjaev 1980. Platymetopius exappendiculatus ingår i släktet Platymetopius och familjen dvärgstritar. Inga underarter finns listade i Catalogue of Life.